# René Joaquino
René Joaquino Cabrera (El Asiento, Bolivia; 27 de febrero de 1966) es un abogado, ex alcalde y político boliviano.

## Biografía
Rene Joaquino nació el 27 de febrero de 1966 en el ayllu Chicoca Chica de la comunidad El Asiento del municipio de Tomave, en la provincia de Quijarro del departamento de Potosí. Mientras vivía en el campo, comenzó a trabajar la tierra desde muy temprano, al igual que la mayoría de los niños indígenas de Bolivia. A los ocho años aprendió el oficio de albañil con su padre Genaro al que ayudaba en la fabricación de adobes.
Ingresó a la escuela Mixta Seccional de la comunidad El Asiento y después a la escuela Bolivia del pueblo minero de Telamayu. Salió bachiller en Humanidades del Colegio Nacional Mixto Chichas. Emigró a Potosí el año 1989 y, mientras se ganaba la vida como portero de una escuela periurbana, estudió Derecho en la Universidad Autónoma Tomás Frías.

## Carrera política
La carrera política de René Joaquino ha sido sin lugar a dudas una de las más singulares y dinámicas de Bolivia desde fines del siglo XX, pues llegó a ser una de las principales figuras políticas y centrales de Potosí durante varios años desde 1997 hasta 2014. 

### Concejal de Potosí (1994-1997)
Joaquinó ingresó oficialmente a la política boliviana siendo apenas un joven de 27 años de edad cuando decide postular al cargo de concejal en las elecciones municipales de diciembre de 1993.
Se postuló a la Alcaldía por primera vez en 1993 con el desaparecido partido político EJE Pachakuti y se convirtió en la sorpresa electoral al ser elegido concejal. En 1995 volvió a postularse y consiguió dos concejalías. En 1996, cuando renunció el alcalde Jorge Oropeza, del partido político UCS, Joaquino fue elegido alcalde por el Concejo Municipal y su éxito en su corta gestión fue la base para su tercera postulación, en 1999, cuando postuló con el Partido Socialista (PS), ganó con el 64 por ciento de los votos y obtuvo nueve concejalías.
En el año 2004 fundó la agrupación ciudadana Alianza Social (AS) con la que se postuló a las elecciones municipales y volvió a ganar con el 65 por ciento de la votación que le permitieron contar con 10 de los 11 concejales de la Alcaldía de Potosí. El 6 de enero de 2008, siguiendo las tradiciones de su pueblo, fue posesionado como curaca del ayllu Chicoca Chica.
El 22 de diciembre de 2006, la Corte Nacional Electoral de Bolivia emitió la resolución que otorga personería jurídica de partido político a Alianza Social y, a partir de ello, puede participar en las elecciones para la Presidencia, Vicepresidencia y el Congreso.
Nuevamente postuló para la alcaldía de Potosí y obtuvo la victoria el 4 de abril de 2010 para ser nuevamente reelecto de esta ciudad histórica.
Ese mismo año fue enjuiciado, y fue expulsado del gobierno municipal, fue remplazado por Zenón Gutiérrez por problemas judiciales y volvió a la Alcaldía Municipal de Potosí tras haber ganado el juicio por el cual no podía ejercer sus funciones.